# アンゲラ・フォイクト
アンゲラ・フォイクト（Angela Voigt、1951年5月18日 - ）は、東ドイツの陸上競技選手。1976年モントリオールオリンピック女子走幅跳の金メダリストである。ベルデ郡ヴェーファーリンゲン（現在はザクセン＝アンハルト州）出身。
フォイクトは、1976年5月に6m92の世界新記録を樹立したが、わずか10日後にジーグルン・ジーグルによって破られる。しかし、同年のモントリオールオリンピックではジーグルが5位に終わったのに対し、フォイクトは金メダルを獲得した。

## 世界記録
- 走幅跳 - 6m92 （1976年5月9日:ドレスデン）

## 主な実績
| 年   | 大会                     | 場所                       | 種目   | 結果 | 記録 |
| ---- | ------------------------ | -------------------------- | ------ | ---- | ---- |
| 1974 | ヨーロッパ陸上選手権     | ローマ(イタリア)           | 走幅跳 | 4位  | 6m56 |
| 1974 | ヨーロッパ室内陸上選手権 | イェーテボリ(スウェーデン) | 走幅跳 | 2位  | 6m56 |
| 1976 | オリンピック             | モントリオール(カナダ)     | 走幅跳 | 1位  | 6m72 |
| 1978 | ヨーロッパ陸上選手権     | プラハ(チェコスロバキア)   | 走幅跳 | 2位  | 6m79 |